# Attentat de Miraflores de 1992
 (août 2016).
Si vous disposez d'ouvrages ou d'articles de référence ou si vous connaissez des sites web de qualité traitant du thème abordé ici, merci de compléter l'article en donnant les références utiles à sa vérifiabilité et en les liant à la section « Notes et références ».

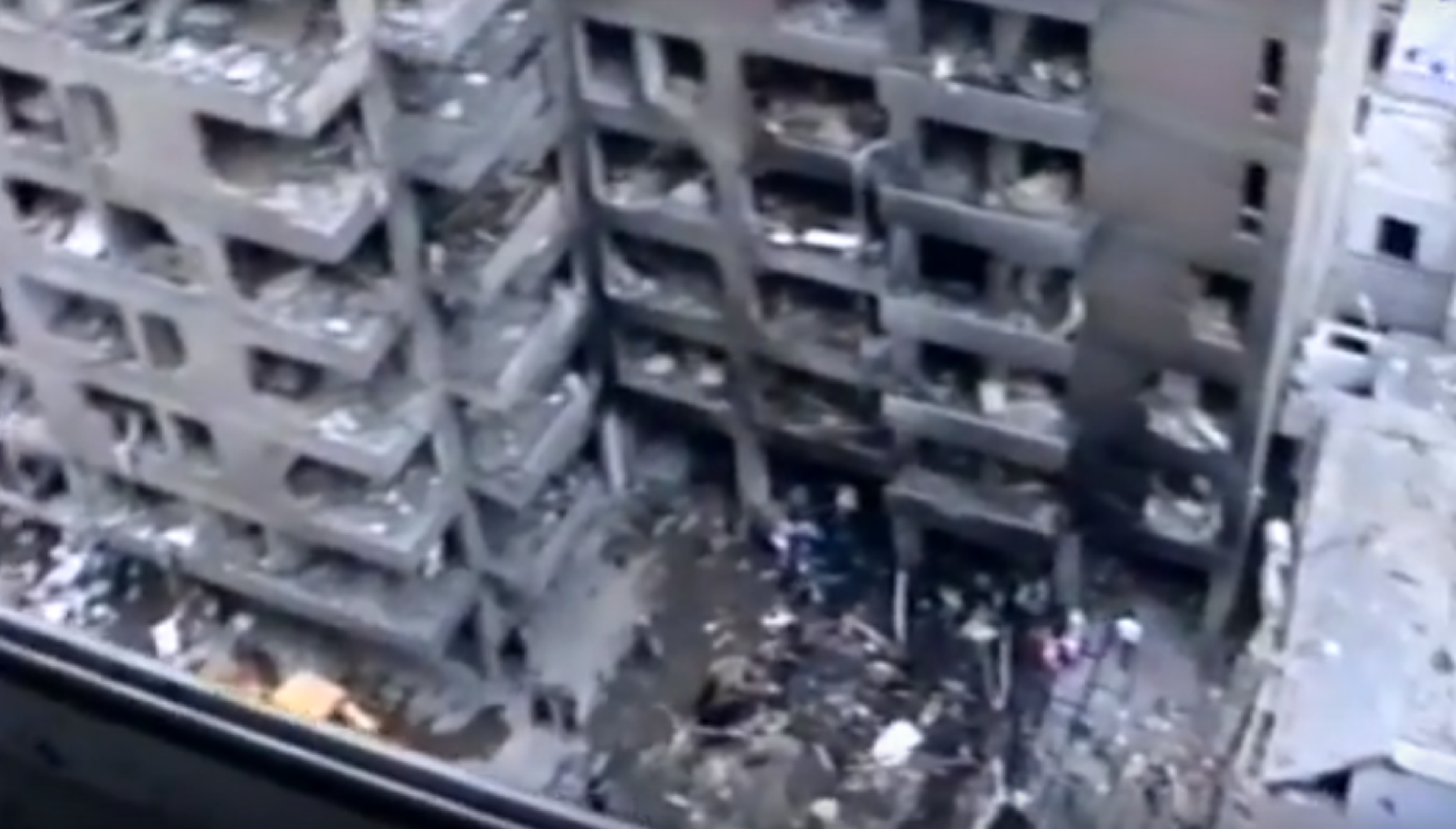
Photo des conséquences de l'explosion dans la rue Tarata

Le 16 juillet 1992, entre 21 h 15 et 21 h 20, le groupe terroriste péruvien Sentier lumineux a fait exploser deux voitures piégées dans le deuxième bloc de la rue Tarata, à Miraflores, Lima.
Les véhicules, de modèle Datsun, étaient équipés de 250 kg et 500 kg d’ANFO et de dynamite, et leur explosion (avec une onde expansive de presque 400 m) a fait 200 blessés et 25 morts, 183 maisons, 400 commerces et 63 automobiles ont été endommagés. C'est l'attentat le plus meurtrier attribué au Sentier lumineux durant le Conflit armé péruvien.

## Contexte historique
Jusqu'en 1992, le Pérou a traversé une époque de terreur avec les groupes terroristes Partido Comunista del Perú – Sendero Luminoso (Sentier lumineux) et le Movimiento Revolucionario Tupac Amaru (MRTA).
Le président Alberto Fujimori a mis en place une dictature après avoir dissout le congrès national (avec le consentement du peuple) le 5 avril 1992 pour combattre le terrorisme, puis il a présenté plusieurs mesures concernant la politique et l’armée.
L’économie péruvienne traversait une période de crise.
C'est dans ce contexte que l’attentat de Miraflores a eu lieu : le 5 juin, une voiture piégée a explosé en face du studio de la chaine de télévision América Latina. C’était la première fois qu’on attaquait un moyen de communication aussi connu dans le pays.

## Attentat
L’attaque était planifiée pour le 16 juillet et l’objectif était la banque Banco de Crédito del Perú de l’avenue Larco, à Miraflores. Pendant toute la journée, le groupe terroriste Sendero Luminoso a orchestré plusieurs attaques pour distraire les forces policières et pouvoir perpétrer l'attentat. Cependant, un vigile leur a interdit de garer la voiture à la place accordée. Les senderistes ont alors décidé d'amener le véhicule à l'intersection de l'avenue Larco et du passage Tarata pour le laisser seul jusqu'au moment de son explosion.
L'attentat a fait 25 morts et 200 blessés, endommagé 183 maisons, 400 commerces et 63 automobiles. Les pertes matérielles se sont élevées à 3 millions de dollars.

## Répercussions
Cette attaque a affecté la société liménienne de l'époque, qui a commencé à prendre au sérieux les groupes terroristes. Au sein du groupe terroriste, certaines voix se sont élevées pour le critiquer.
Actuellement, un petit monument se situe à l'endroit où l'attaque a été perpétrée.